# هيو كورنويل
هيو كورنويل (بالإنجليزية: Hugh Cornwell)‏ هو كاتب سير ذاتية وعازف قيثارة ومغني ومغن مؤلف بريطاني، ولد في 28 أغسطس 1949 في لندن في المملكة المتحدة.

## وصلات خارجية
- الموقع الرسمي
- هيو كورنويل على موقع IMDb (الإنجليزية)
- هيو كورنويل على موقع ميوزك برينز (الإنجليزية)
- هيو كورنويل على موقع أول ميوزيك (الإنجليزية)
- هيو كورنويل على موقع ديسكوغز (الإنجليزية)
- هيو كورنويل على موقع قاعدة بيانات الفيلم (الإنجليزية)